# 게발트봉

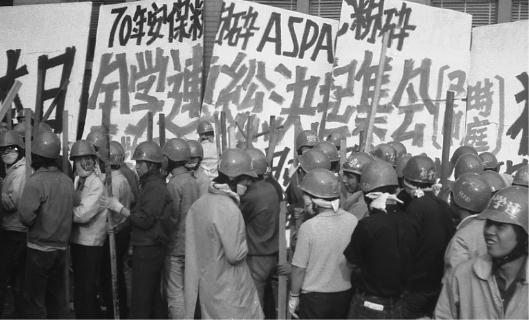
1968년 칸다 카르티에 라탱 투쟁에서 게발트봉과 하이바, 방진마스크로 무장한 전학련 학생들.

게발트봉(일본어: ゲバルト棒 게바루토보우[*])는 일본의 좌익단체가 사용하는 각목이나 그와 유사한 막대 모양 무기다.
"게발트"란 독일어로 폭력이라는 뜻이다. 1967년 제1차 하네다 투쟁 당시 피켓 손잡이 부분이 권력과의 항쟁에서 처음으로 사용된 게발트봉이라고 알려져 있다. 하지만 신좌파가 각목을 사용하기 시작한 것은 그보다 훨씬 전인 1961년, 당시 마르학동 전학련 제17회 대회에서 츠루야 연합(사청동 해방파, 혁공동 관서파, 사학동 제파가 도쿄도내 이이다바시의 츠루야 여관에서 결성)이 전학련 주도권을 잡기 위해 다른 좌익 정파들에게 각목을 휘두른 것이 최초다.
기본적으로 좌익의 실력행사 때 사용되는 막대기류는 모두 게발트봉이라 할 수 있다. 따로 정해진 소재나 색상, 모양 따위는 없다. 폭력생위를 수반하는 과격 좌익집회에 참석한 사람이 사용하는 막대 모양 물체는 모두 게발트봉이다.
게발트봉은 하이바(소위 게바헬), 분진마스크와 함께 일본 좌익 데모를 상징하는 존재다.